# 花鳥いつき
花鳥 いつき（かちょう いつき）とは元宝塚歌劇団雪組娘役。兵庫県神戸市出身。神戸山手学園出身。宝塚歌劇団時代の愛称はキッコ。

## 来歴・人物
1974年に宝塚音楽学校に入学し、1976年に卒業。
1976年、62期生として、宝塚歌劇団に入団し、『ベルサイユのばらIII』で初舞台を踏む。宝塚入団時の成績は48人中13位。同期には相武紗季、音花ゆりの母である朱穂芽美がいる。
1977年5月17日に雪組配属となり、退団まで所属していた。
1990年4月28日、東京公演『天守に花匂い立つ／ブライト・ディライト・タイム』を最後に宝塚歌劇団を退団。

## 宝塚歌劇団時代の主な舞台出演
- 『去りゆきし君がために』ソニヤ（1980年2月 - 3月：宝塚大劇場、7月 - 8月：東京宝塚劇場） ＊トップスター・汀夏子の相手役
- 『ベルサイユのばら』ロザリー（1980年5月：全国ツアー）
- 『彷徨のレクイエム』第1回新人公演：アナスタシア（本役：遥くらら）（1981年5月 - 6月：宝塚大劇場、8月：東京宝塚劇場）
- 『かもめ翔ぶ海』第1回新人公演：おくみ（本役：久美まり）（1981年11月 - 12月：宝塚大劇場、1982年3月：東京宝塚劇場）
- 『ジャワの踊り子』第1回・第2回新人公演：ティティン（本役：矢代鴻）（1982年5月 - 6月：宝塚大劇場、8月：東京宝塚劇場）
- 『パリ変奏曲』ジャンヌ、第1回新人公演：公証人（本役：箙かおる）（1982年11月 - 12月：宝塚大劇場、1983年3月：東京宝塚劇場）
- 『愛のカレードスコープ』第1話：ファニータ（1985年6月 - 8月：宝塚大劇場、11月：東京宝塚劇場）
- 『はばたけ黄金の翼よ』／『フル・ビート』（1985年9月：地方公演）
- 『ヴァレンチノ』アラ・ナジモヴァ （1986年4月 - 5月：宝塚バウホール）
- 『大江山花伝』橘少納言（1986年6月：東京宝塚劇場）
- 『梨花 王城に舞う』華妃（1987年9月 - 11月：宝塚大劇場）
- 『たまゆらの記』長娥子（1988年7月 - 8月：宝塚大劇場、11月：東京宝塚劇場）
- 『天守に花匂い立つ』尾上／『ブライト・ディライト・タイム』（1990年1月 - 2月宝塚大劇場、4月東京宝塚劇場）

## 主なドラマ出演
- 『はいからさんが通る』花村紅緒（1979年4月7日 - 1980年8月30日：関西テレビ）